# Clyde (Missouri)
Clyde – wieś w Stanach Zjednoczonych, w stanie Missouri, w hrabstwie Nodaway.